# Breonia madagascariensis
Breonia madagascariensis är en måreväxtart som beskrevs av Achille Richard och Dc.. Breonia madagascariensis ingår i släktet Breonia och familjen måreväxter. Inga underarter finns listade i Catalogue of Life.